# FBI超能力捜査官
『FBI超能力捜査官』（エフビーアイちょうのうりょくそうさかん）は、日本テレビで不定期に放送されていた特別番組。

## 内容
初放送は2002年3月2日。アメリカ・連邦捜査局（FBI）に在籍していたと自称する“捜査官”が、未解決事件の犯人探しや、行方不明者を探すと言った企画が主な内容である。また、タイムカプセルを掘り起こす企画もあった。
ただし、FBI超能力捜査官という役職はFBIには存在しない上、FBIに所属する者は法律で国外活動が禁止されている。また、アメリカの警察関係組織に超能力捜査官（番組ではPsychic Investigatorと呼ばれている）という役職もない。この名称は日本のテレビ局が番組作成の際につけた名前である。

## 司会
- みのもんた

## 功績とされる事例
- 2003年3月の放送で紹介した、当時未解決だった、青森県で発生した武富士弘前支店強盗殺人・放火事件で出演者の一人が、犯人と思われる似顔絵を書き放送した。翌日見事に犯人は逮捕となった。ただし、実際は放送前から参考人としてこの男が浮上しており、犯人のモンタージュの似顔絵もメディアで広く報道され、武富士のポケットティッシュにも似顔絵が同梱されていた。また、番組内で紹介された犯人の素性（住所、職業、犯行動機など）や事件後の動向（番組の超能力者は「犯行時に火傷を負い仕事を休んでいた」と主張していたが、実際は事件後も仕事を続けていた）は、実際のそれとは隔たりが大きかったが[1]、逮捕後の番組では「超能力者が描いた想像図は犯人の顔とそっくり」という主張がなされた。
- 2007年9月25日の放送で、お笑いコンビ麒麟の田村裕が、以前から行方不明だった父親の捜索を依頼し、父親は大阪で見つかった。ただし、「と学会」会長である作家の山本弘が実際に大阪市内で検証を行った結果、このときの調査内容には番組側の捏造が多数あったとの指摘がなされている[2]。たとえば、番組では捜査官マクモニーグルの透視によって父親は「ピーチカラーの建物」に住んでいるとの情報を得て、現地でそれらしきビルを発見したと放送しているが、そのビルの外装は実際には赤茶色だった。透視に該当するようなビルが現地にはなかったため、違う色のビルを画像の色調をピンク色に変えて撮影していたのである。

## 放送リスト
| 回数 | 放送日                   | 時間          | 備考                                   |
| ---- | ------------------------ | ------------- | -------------------------------------- |
| 1    | 2002年3月2日（土曜日）   | 19:00 - 20:54 | 「スーパースペシャル」枠               |
| 2    | 2002年9月7日（土曜日）   | 19:00 - 20:54 | 「スーパースペシャル」枠               |
| 3    | 2003年1月18日（土曜日）  | 19:00 - 20:54 | 「スーパースペシャル」枠               |
| 4    | 2003年6月14日（土曜日）  | 19:00 - 20:54 | 「スーパースペシャル」枠               |
| 5    | 2004年1月17日（土曜日）  | 19:00 - 20:54 | 「スーパースペシャル」枠               |
| 6    | 2004年6月12日（土曜日）  | 19:00 - 20:54 | 「THEスペシャル!」枠                   |
| 7    | 2004年9月18日（土曜日）  | 19:00 - 20:54 | 「THEスペシャル!」枠                   |
| EX1  | 2004年10月2日（土曜日）  | 21:00 - 23:08 | 最強の千里眼 マクモニーグル奇跡の挑戦  |
| EX2  | 2004年12月18日（土曜日） | 19:00 - 20:54 | 最強の千里眼 マクモニーグル奇跡の挑戦2 |
| 8    | 2005年4月10日（日曜日）  | 20:28 - 22:24 |                                        |
| 9    | 2005年12月29日（木曜日） | 21:00 - 22:54 |                                        |
| 10   | 2006年4月1日（土曜日）   | 21:20 - 23:14 |                                        |
| 11   | 2006年12月26日（火曜日） | 21:00 - 22:54 |                                        |
| 12   | 2007年9月25日（火曜日）  | 21:00 - 22:48 |                                        |
| 13   | 2008年4月8日（火曜日）   | 22:00 - 23:24 |                                        |

## スタッフ
- 構成：三木敦、池田一之（共に第11,12回）、川原慶太郎
- ナレーター：広中雅志、石塚運昇、吉沢希梨（吉沢→第1-4,6,7,9-12回）、加藤亮夫（第12回）、野村健次（第1,7,10-12回は乃村名義）
- TM：江村多加司（第11,12回、第4-7,9,10回はSW）
- カメラ：小林宏義（第11,12回）
- 音声：大島康彦（第12回）
- VE：田口徹（第12回）
- 照明：高橋明宏（第2,12回）
- ロケ技術：ベイシス（第1-7,11,12回）、エンドレス、ファーストウィング（共に第12回）
- 美術：林健一（第10-12回）
- デザイン：星野充紀
- タイトルグラフィックス：エーデルジャパン
- リサーチ：フォーミュレーション（第5-7,11,12回）、田中大督（第5-7,10-12回）
- 編集：辻泰治（第3-5,9-12回）（麻布プラザ）
- MA：伊藤敬一（麻布プラザ）
- 音楽効果：白根沢修（エッグノッグ、第10,12回は音響効果）
- TK：西岡八生子
- デスク：小池智子（第10-12回）
- PR：村上淳一（第11回は広報）
- 編成：中川学（第12回）
- 海外コーディネート：フランス，パリ：ダイアナ妃事故の透視 ：エクセルマン・プロダクションズ、ideaNET、ウエルカム・プロダクション（ウエルカム→第12回）
- 通訳：ウィルビー・インターナショナル（第4,6,7,9-12回、第5回はウィルビー名義）
- スタイリスト：御法川靖子（第6,7,9-12回）
- AD：境浩平、高橋怜（共に第11,12回）
- AP：村橋直樹（第12回、第6,7,10回はAD、第11回は制作進行）
- ディレクター：須藤拓也（第1-4,6,7,9-12回）、新井三郎（第10,12回）、田頭悟（第11,12回）、高野透矢（第9-12回）
- 演出：ROIDO尚樹（第7回までは高橋尚樹名義）
- 制作協力：オフィス・トゥー・ワン
- プロデューサー：松本京子（第12回）、滝川均（オフィス・トゥー・ワン、第1-4,6,7,9-12回、第5回はディレクター）
- チーフプロデューサー：松岡至（第11,12回、以前はプロデューサー）
- 製作著作：日本テレビ

### 過去のスタッフ
- 構成：桜井慎一（第1-3回）、大塚三十四（第1-4回）、桝本壮志（第1-5回）、金森匠（第1-11回）、小山賢太郎（第4-7,9,10回）、岸利徹（第5-7,9,10回）、堀江利幸（第6,7回）
- ナレーター：安宅誠（第1回）、佐藤ひろし（第1-5,7回）、渡辺克己（第2-5回）、伊藤栄次（第2-6,9-11回）、忍足航己（第3回）、高月希海（第3,4回）、佐々木健（第3,7,10回）、山口眞弓、平田絵里子（共に第5回）
- TM：吾妻光良（第1回）、勝見明久（第2-7,9,10回）
- カメラ：山田祐一（第1-3回）、鎌倉和由（第4回）、木村博靖（第5,6回）、米田博之（第7,9,10回、第2回はSW）
- SW：村松明（第1回）、高梨正利（第3回）
- 音声：柳原健司（第1回）、今野健（第2回）、鈴木佳一（第3回、第1回はVE）、中村宏美（第4,6,9,10回）、池田正義（第5,7,11回）
- VE：佐藤満（第2,9回）、杉山博紀（第3回）、佐久間治雄（第4回）、小澤郁彌（第5回）、小熊透（第6回）、笈川太（第7回）、斉藤孝行（第10,11回）
- 照明：徳永博一（第1回）、真壁弘（第3回）、名取孝昌（第4回）、中瀬有紀（第5-7回）、下平好美（第9回）、大川俊行（第10回）、小笠原雅登（第11回）
- ロケ技術：シネブレーン（第1-3,5,7,9,10回）、ヒートワン（第1-4,6,7,10,11回）、ジェイウェルカム（第2,4,5回）、SOW（第2,5回）、インフ（第3,6回）、オムニバス・ジャパン、クロステレビジョン（共に第4回）、コールツ札幌（第6回）、共同テレビ（第9,10回）、北陸東通（第10回）
- 車輌：マルサ運輸（第5,6回）
- 美術協力：日本テレビアート（第1-4回）
- 美術：小野寺一幸（第1-9回）
- リサーチ：森脇陽子（第1-4回）、香野勇雄（第1-11回）
- 編集：安田裕禎（第1,2回）、橋本竜也（第6回）、清水良浩（第7回）
- 音楽効果：岩下康洋（第4回、エッグノッグ）
- 広報：西室由香里（第1回）、柳沢典子（第2-6,10回）、小串理江（第7回）、一杉早智（第9回）
- デスク：芝本美樹（第1-9回）、市川聡子（オフィス・トゥー・ワン、第2-6回）
- 海外コーディネート：フランス，パリ：ダイアナ妃事故の透視 ：エクセルマン・プロダクションズ、Media Vision（第3,5回）、MEDIX KOREA（第3,9回）
- チーフAD：浅井理映（第9回）、根岸耕平（第10回）
- AD：武井康一郎、福留愛（共に第1回）、原桃子（第2,3回）、小川倫史（第2-7回）、千葉達也、大山雄一郎（共に第5回）、畑山由紀（第6回）、福島直美（第6,7回）、近澤保幸（第7,9回）、柳澤文香（第9,10回）、村崎冬季（第10回）、阿部裕太（第9-11回）
- ディレクター：高橋和一、小川剛、長瀬裕三（共に第1回）、阿部裕（第1,3,5,6回）、中西恒夫（第2回）、小野努（第2-5,7回）、小松知子（第2-7,9-11回）、清水栄次（第5回）、高橋伸治（第3,4,6,7回）、松村聖治（第7回）、大貫英俊、岡元啓（共に第9回）、石原康就、膳亀由香（共に第9,10回）、花房タロウ（第10回）
- AP：山田敏弘（第7回）、小池拓也（オフィス・トゥー・ワン、第9,10回）
- プロデューサー：今村司（第5回）、上田識喜（第6,7回、第5回はAP）、竹内尊実（第7回）、瀬戸口正克（第11回）、山本昭三（オフィス・トゥー・ワン、第4回）、河島正三郎（オフィス・トゥー・ワン、第5回）
- チーフプロデューサー：柏木登（第1回）、吉田真（第2-5回）、政橋雅人（第6,7回、第1-4回はプロデューサー）、梅原幹（第9,10回）
- 制作：吉岡正敏（第1回）